# Зброяр Z-10
Зброяр Z-10 (UAR-10) — самозарядная винтовка на основе конструкции AR-10, которую выпускает киевская компания ООО «Зброяр».

## История
Первые винтовки Z-10 были изготовлены в мае 2012 года. К началу весны 2014 года компания полностью обеспечивала себя ствольными коробками, затворными рамами и газовыми системами, но стволы к выпускаемому оружию являлись импортными, в основном их закупали в США и Испании. В связи с девальвацией гривны в 2014—2015 гг. стволы покупали небольшими партиями.
После начала боевых действий на востоке Украины весной 2014 года компания активизировала сотрудничество с руководством государственных силовых структур Украины для участия в военных заказах
В октябре 2015 года были опубликованы фотографии о использовании военнослужащими 79-й отдельной десантно-штурмовой бригады двух винтовок Z-10, оснащённых оптическими прицелами, сошками, прикладами Luth-AR и рукоятками Ergogrip.
В августе 2017 года было упомянуто о использовании винтовки Z-10 военнослужащими вооружённых сил Украины в ходе боевых действий на Донбассе. Позднее стало известно, что 82 винтовки Z-10 закупил и передал в войска за государственные средства П. А. Порошенко (сообщается, что эти винтовки поступили в 3-й отдельный полк специального назначения).
25 августа 2017 года генеральный директор ООО «Зброяр» Сергей Горбань сообщил в интервью, что компания освоила серийное производство винтовки Z-10 и способна самостоятельно производить 85 % её компонентов.
1 сентября 2017 года С. Горбань сообщил в интервью, что компания освоила самостоятельное производство 87 % комплектующих Z-10, но заготовки для изготовления стволов и некоторые другие компоненты являются импортными. Он также сообщил, что компания предлагает винтовку Z-10 в качестве замены снайперских винтовок СВД советского производства на вооружении силовых структур Украины и уже передала две винтовки министерству обороны Украины на испытания. Кроме того, винтовки покупали и использовали в ходе боевых действий на Донбассе военнослужащие, пограничники и сотрудники Службы безопасности Украины.
В 2018 году вариант винтовки Z-10 под патрон 7,62×51 мм (с магазином на 10 патронов, планкой Пикатинни на крышке ствольной коробки, складными сошками, регулируемым прикладом Magpul PRS и возможностью установки глушителя звука выстрелов) был принят на вооружение вооруженных сил Украины под наименованием 7,62-мм самозарядная снайперская винтовка UAR-10. 8 ноября 2019 года представитель департамента военно-технической политики, развития вооружения и военной техники министерства обороны Украины полковник Владислав Шостак сообщил, что в 2019 году войска получили около 600 снайперских винтовок UAR-10 и UAR-008.

## Конструкция
Винтовка Z-10 частично унифицирована с моделью Z-15, что позволило увеличить выпуск и снизить себестоимость оружия.
Запирание ствола осуществляется поворотом затвора, у которого есть 7 боевых упоров. Винтовка может быть разобрана на две составные части, что позволяет уменьшить её габариты и обеспечивает компактность при транспортировке. Ствол винтовки консольно закреплённый, чем обеспечивается стабильность пристрелки. На верхней части ствольной коробки и на цевье выполнена планка Пикатинни для установки прицельных приспособлений и прочих аксессуаров.
Ударно-спусковой механизм допускает стрельбу только одиночными выстрелами, оптимизированный для точной стрельбы. Цевьё жёстко опирается на ствольную коробку. Особенностью карабина является постоянное объединение рукоятки взведения с рамой затвора (в отличие от AR-10/HK MR308). Это позволяет вытащить застрявший патрон и дозарядить его. Карабин обеспечен эффективным дульным тормозом и может быть оснащён глушителем. Газблок регулируемый. Приклад Magpul PRS с отрегулированной щекой и выдвижным затыльником. Как вариант, может быть установлен приклад FAB или Magpul СTR.

## Варианты и модификации
- Z-10 A1 (Basic) .308 Winchester
- Z-10 A2 (Basic) .308 Winchester
- Z-10 A3 (Basic) .308 Winchester
- Z-10 A4 (Basic) .308 Winchester
- Z-10 B1 (Proff, SS) .308 Winchester
- Z-10 B2 (Proff, SS) 6,5×47 мм
- Z-10 B3 (Proff, SS) .260 Remington
- Z-10 S1 (Bartlein PRS) .308 Winchester
- Z-10 S2 (Bartlein PRS) 6,5×47 мм
- Z-10 S3 (Bartlein PRS) .260 Remington

Также планировался выпуск вариантов винтовки под патроны .243 Winchester, .260 Remington, 7mm-08 Remington, 6,5 × 47 мм Lapua

## Сравнения характеристик
| Модификация                     | A1                                               | A2                                               | A3                                               | A4                                       |
| Калибр                          | 7,62 × 51 мм НАТО, .308 Winchester               | 7,62 × 51 мм НАТО, .308 Winchester               | 7,62 × 51 мм НАТО, .308 Winchester               | 7,62 × 51 мм НАТО, .308 Winchester       |
| Принцип действия                | отвод пороховых газов, поворотный затвор         | отвод пороховых газов, поворотный затвор         | отвод пороховых газов, поворотный затвор         | отвод пороховых газов, поворотный затвор |
| Система газоотводной автоматики | Отвод пороховых газов в полость в затворной раме | Отвод пороховых газов в полость в затворной раме | Отвод пороховых газов в полость в затворной раме | Короткий ход газового поршня             |
| Длина газ-системы               | Стандартная (rifle)                              | Стандартная (rifle)                              | Средняя (midlength)                              | Средняя (midlength)                      |
| Длина карабина                  | 1140 мм                                          | 1100 мм                                          | 985 мм                                           | 985 мм                                   |
| Длина ствола                    | 610 мм                                           | 510 мм                                           | 406 мм                                           | 406 мм                                   |
| Начальная скорость пули         | 800 м/с                                          | 780 м/с                                          | 750 м/c                                          | 750 м/c                                  |
| Прицельная дальность            | 800 м                                            | 500 м                                            | 400 м                                            | 400 м                                    |
| Максимальна дальность           | 2000 м                                           | 2000 м                                           | 2000 м                                           | 2000 м                                   |
| Кучность                        | 0,75 МОА                                         | 1,00 МОА                                         | 1,25 МОА                                         | 1,50 МОА                                 |
| Масса без патронов              | 5,5 кг                                           | 4,7 кг                                           | 4,15 кг                                          | 4,5 кг                                   |
| Ёмкость магазина                | 10                                               | 10                                               | 10                                               | 10                                       |

## Операторы
- Украина — вооружённые силы Украины (модификация UAR-10). Известно о приобретении в 2018 году частной компанией для ВСУ минимум 300 снайперских комплексов, в состав которых входит винтовка Z-10. Используется как винтовка пехотного снайпера. По состоянию на 2021 год, замена СВД на новые винтовки фактически полностью произведена[11]. Винтовка UAR-10 была замечена в таких подразделениях:
  - 79-я отдельная десантно-штурмовая бригада (так называемые «Киборги»)[12]
  - 92-я отдельная механизированная бригада[13]
  - Служба внешней разведки Украины[14]
  - 25-я отдельная воздушно-десантная бригада[15]